# Raymond Dart
Raymond Arthur Dart (Brisbane, 4 febbraio 1893 – Johannesburg, 22 novembre 1988) è stato un antropologo, paleontologo e anatomista australiano.
Si dedicò particolarmente allo studio della preistoria del Sudafrica, sulla base di reperti fossili, arrivando ad elaborare un'interessante ipotesi di una forma osteodontocheratica da parte delle australopitecine.
Nel 1924, in Sudafrica, presso la località di Taung, fece una scoperta che segnò un importante passo avanti: i resti dello scheletro di un ominide morto all'età di circa tre anni, che fu chiamato Bambino di Taung e ricevette la denominazione scientifica di Australopithecus africanus. Aveva un cervello simile a quello delle scimmie, ma la dentatura e la posizione eretta lo avvicinavano alla specie umana. La scoperta di Dart rappresentò una grande novità, perché spostò la sede originaria dell'umanità dall'Asia all'Africa. Questo spostamento sarebbe stato confermato dalle ulteriori ricerche.
Importanti anche i suoi studi sull'antropodimorfismo fra negridi e khoisanidi.
Dart è stato scienziato, un uomo eccezionale e poliedrico con un vero zelo per la condivisione della conoscenza.
Ha influenzato il mondo della anatomia, paleoantropologia, medicina e l'assistenza infermieristica.
Fu maestro ispiratore, creatore di uomini, e riparatore di menti e muscoli.
Durante il suo mandato come capo del Dipartimento di Anatomia presso l'Università di Witwatersrand, vicino a Johannesburg, aiutò uno studente il cui braccio era stato paralizzato dalla nascita.
Nel 1963, venne a conoscenza del lavoro pionieristico del dottor Glenn Doman (fisiologo) e il dottor Carl Delacato (psicologo), nel campo delle cerebrolesioni.
Dart appassionato dalle ricerche trascorrerà gli ultimi 20 anni della sua vita tra il Sudafrica e degli Istituti per il Raggiungimento del Potenziale Umano (IAHP) di Glenn Doman.